# Harry Potter och dödsrelikerna
Harry Potter och dödsrelikerna (Harry Potter and the Deathly Hallows) är den sjunde och avslutande boken i Harry Potter-serien av J.K. Rowling. Den engelskspråkiga utgåvan gavs ut den 21 juli 2007 och den svenskspråkiga den 21 november 2007. Titeln offentliggjordes genom en speciell "hänga gubbe"-funktion på författarens webbplats 21 december 2006. Den engelska versionen av boken består av 607 sidor, medan den svenska består av 784 sidor.
Bokomslaget till den svenska originalutgåvan illustrerades av Alvaro Tapia och Peter Bergting, där Bergting gjorde den digital färgläggning som förlaget krävde som en sen ändring.

## Namn
J.K. Rowling skrev på sin officiella webbplats att hon kanske skulle offentliggöra vilka andra två titlar hon övervägde att ge "Harry Potter and the Deathly Hallows" efter publiceringen av boken. I en intervju den 30 juli 2007 på Bloomsbury.com, avslöjade hon det: de andra titlarna hon övervägde var Harry Potter and the Elder Wand (Harry Potter och Fläderstaven) och Harry Potter and the Peverell Quest (Harry Potter och Peverells utmaning).

## Skillnad från tidigare böcker
Skillnaden mellan Harry Potter och dödsrelikerna och övriga böcker är markant. Rowling har i takt med att karaktärerna åldrats förändrat sin stil så att den reflekterar karaktärernas ålder. Målgruppen tycks vara personer i samma ålder som Harry Potter. Många av känslouttrycken i boken är normala för tonåringar.
Det faktum att Harry Potter inte återvänder till Hogwarts utgör en stor skillnad från de andra böckerna, eftersom den inledande delen av boken historiskt har varit hur Harry har åkt till Diagongränden för att handla samt åkt Hogwartsexpressen till skolan. Den delen har bytts ut mot hans sökande efter horrokruxer.
Det trollkarlskrig som utspelar sig i boken innebär att många människor dör, att det för det mesta är totalt kaos, och att ingen litar på främlingar. Detta är inte unikt för den sjunde boken, även om fokus inte är enstaka dödsoffer, utan krigsscener liknande dem som förekommer i den verkliga världen.

## Handling
Boken beskriver den slutliga uppgörelsen mellan Harry Potter och den onde trollkarlen Lord Voldemort.
Voldemort har infiltrerat och tagit makten över trolldomsministeriet, och Harry, Ron och Hermione tvingas gå igenom ett stort antal prövningar i försök att slutföra uppdraget som Harry fått av Albus Dumbledore, innan den slutgiltiga striden är vunnen.
När historien är slut, då står Harry Potter som segrare och Lord Voldemort är död.